# Ann Hui

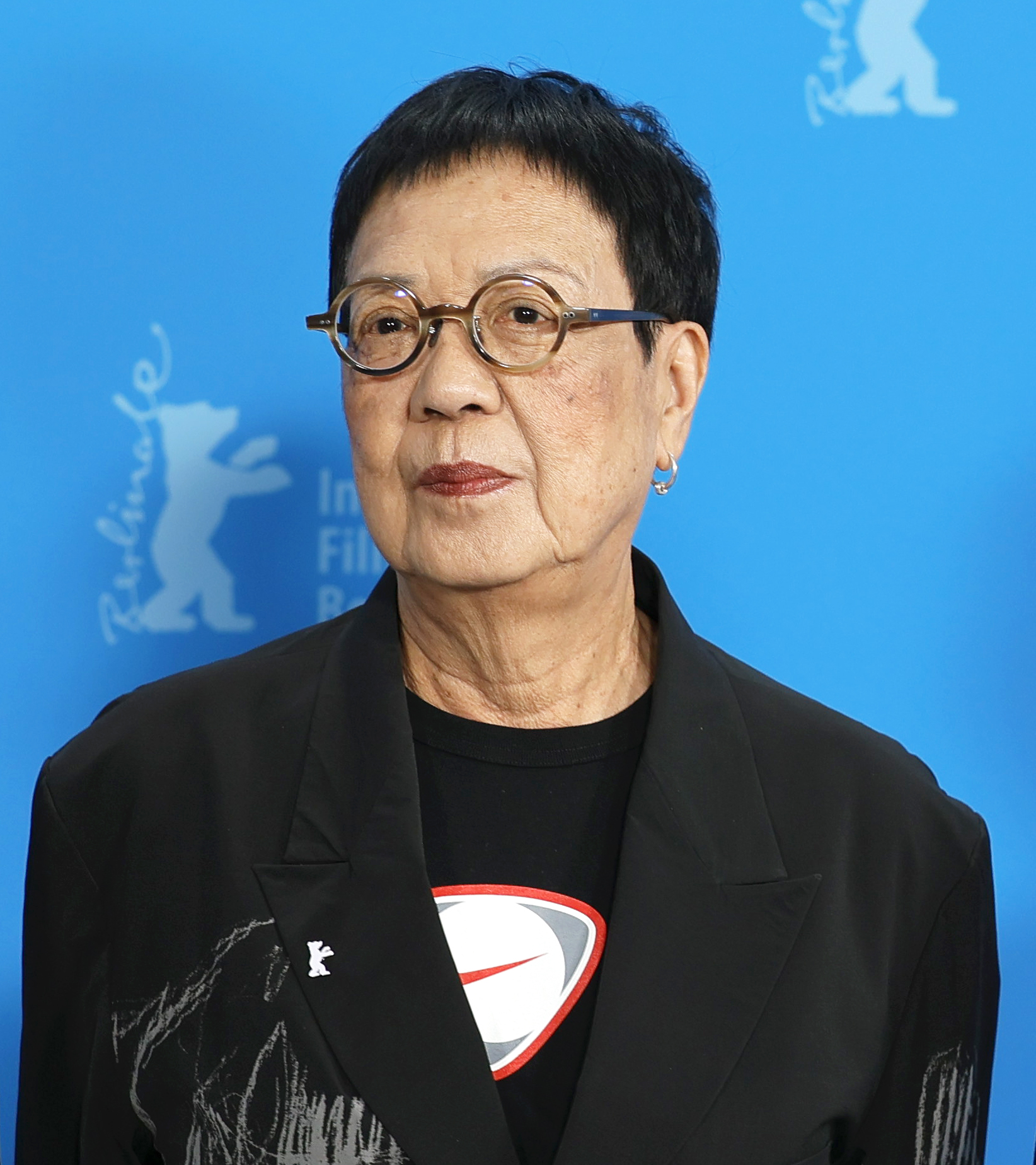
Ann Hui (2024)

Ann Hui (chinesisch 許鞍華 / 许鞍华, Pinyin Xǔ Ānhuá, Jyutping Heoi2 On1waa4, kantonesisch Hui On-wah; * 23. Mai 1947 in Anshan, Liaoning, China) ist eine chinesische Schauspielerin, Regisseurin, Drehbuchautorin und Filmproduzentin.

## Leben
Hui wurde am 23. Mai 1947 in Anshan in der Republik China geboren. Sie hat einen chinesischen Vater und eine japanische Mutter. Sie besuchte die St. Paul Convent School, studierte Englisch und Vergleichende Literaturwissenschaft an der Universität Hongkong und schloss mit dem Master und einer Arbeit über Alain Robbe-Grillet ihr Studium ab.
Danach studierte sie zwei Jahre an der London Film School.

### Filmkarriere
Nach ihrer Rückkehr aus England nach Hongkong arbeitete sie zunächst als Assistentin bei dem renommierten chinesischen Regisseur King Hu. Ihren Durchbruch als Filmemacherin schaffte sie mit einer Reihe kurzer Dokumentarfilme für den Fernsehsender Television Broadcasts Limited (TVB). 1977 drehte sie mehrere Filme für die Independent Commission Against Corruption (ICAC) – 廉政公署 in Hongkong, eine regierungsunabhängige Anti-Korruptionsbehörde. Diese Filme hatten Enthüllungen über Misswirtschaft und Korruption von Regierungsorganen im Fokus.
Nach ihrem ersten Kinofilm The Secret (1979) drehte sie ab den 1980ern nicht mehr für das Fernsehen, sondern überwiegend für das Kino. Populär in Hongkong waren damals Actionfilme und Krimis nach dem Vorbild Hollywoods. Ann Hui ging in ihren Filmen jedoch andere Wege. Eins ihrer zentralen Themen sind die Probleme von Migranten, die aus ihrem gewohnten Leben entwurzelt sind und in fremden Ländern unter widrigen Umständen ums Überleben kämpfen. Beispielhaft ist die mehrfach ausgezeichnete „Vietnam-Trilogie“, in dem es um das Schicksal der Boat People geht. Boat-People war einer der ersten Hong-Kong-Filme, die in der VR China gedreht wurden. Der Film, der 1983 in Cannes lief, zeigt die grausamen Lebensbedingungen in Nordvietnam drei Jahre nach Kriegsende. Der Film durfte in Taiwan nicht gezeigt werden, wurde in Hongkong aus dem Verkehr gezogen und schließlich auch in der VR China verboten. Ein zweites zentrales Thema von Ann Hui sind Familienprobleme und Familienkonflikte, dargestellt z. B. in ihrem Film My American Grandson  von 1990. Als Gegenstück kann das Melodram Tao Jie – Ein einfaches Leben verstanden werden, der am 24. April 2014 in den deutschen Kinos startete.
2017 wurde sie in die Academy of Motion Picture Arts and Sciences (AMPAS) aufgenommen, die jährlich die Oscars vergibt.
Im Jahr 2024 wurde sie in die Wettbewerbsjury der 74. Berlinale eingeladen.

## Filmografie (Auswahl)
Regisseurin
- 1982: Boat People (投奔怒海 – Tóubēn Nù Hăi)

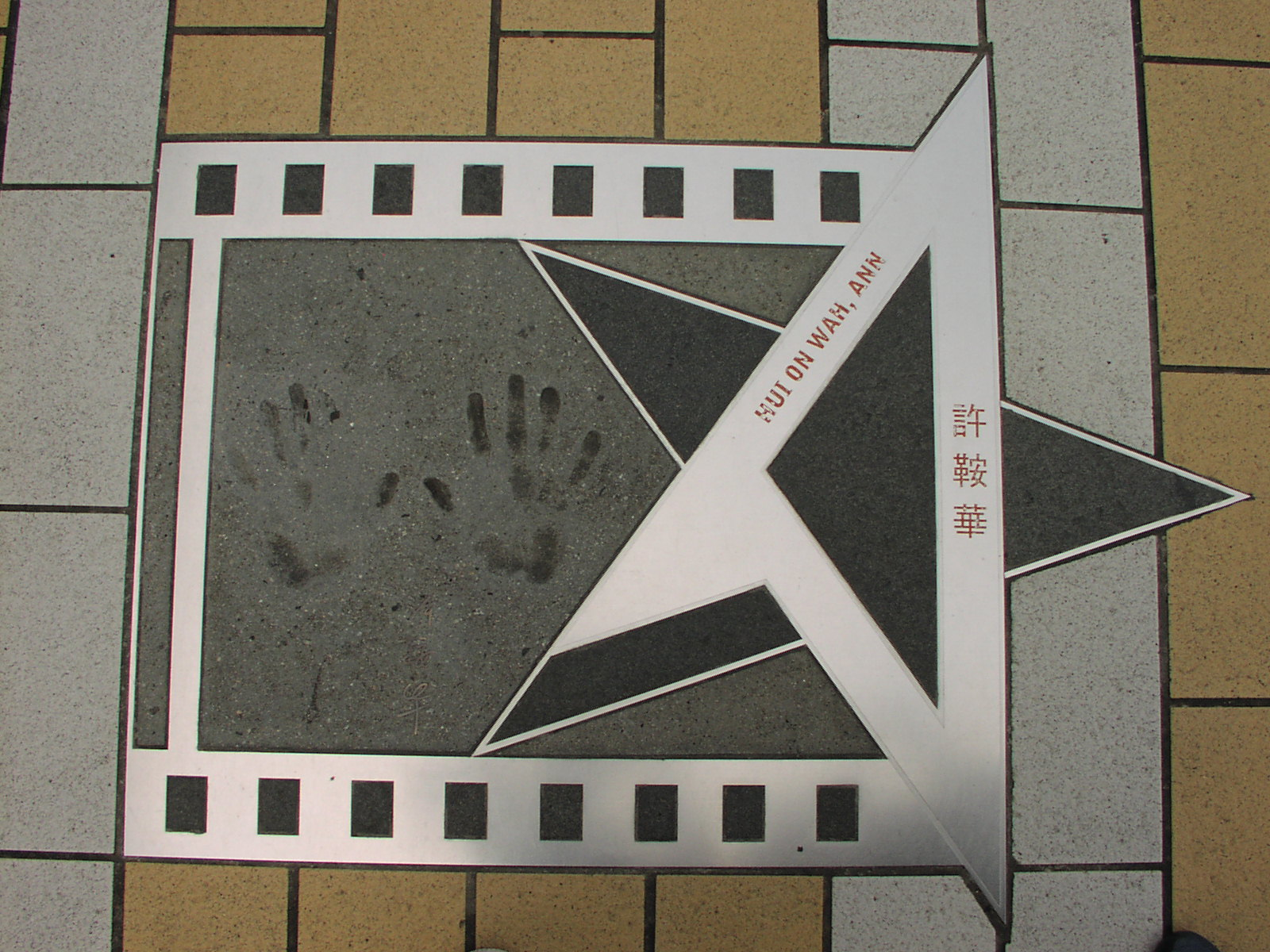
Ehrung auf der AoS, Hongkong

- 1984: Eine Liebe in Hongkong (傾城之戀 – Qīngchéng zhī Liàn)
- 1987: Die Romanze von Buch und Schwert (書劍恩仇錄 – Shū Jiàn Ēnchóulù)
- 1988: Sterne in der Nacht (今夜星光燦爛 – Jīnyè Xīngguāng Cànlàn)
- 1990: Meister des Schwertes (笑傲江湖 – Xiàoào Jiānghú)
- 2011: Tao Jie – Ein einfaches Leben (桃姐 – Táo Jiě)
- 2012: Beautiful 2012 (美好 – Měihǎo)
- 2017: Our Time Will Come (明月幾時有 – Míngyuè Jǐshí Yǒu)

Darstellerin
- 1983: Winners and Sinners (奇謀妙計五福星 – Qímóu Miàojì: Wǔ Fúxīng)
- 1995: Sommerschnee (女人四十 – Nǚrén Sìshí)
- 1996: The Triumph (浪漫風暴 – Làngmàn Fēngbào)
- 1997: Der Fluss (河流 – Héliú)

Drehbuchautorin
- 1997: Der Opiumkrieg (鴉片戰爭 – Yāpiàn Zhànzhēng)

## Preise und Auszeichnungen (Auswahl)
- 1988 Asia-Pacific Film Festival, bester Film
- 1990 Golden Horse Film Festival and Awards, bester Film
- 1991 Golden Horse Film Festival and Awards, bester Film
- 1997 Order of the British Empire
- 1997 Internationale Filmfestspiele Berlin
- 2011 Golden Horse Film Festival and Awards, beste Regie
- 2012 Asian Film Award für das Gesamtwerk
- 2018 Hong Kong Film Award, bester Film
- 2020 Internationale Filmfestspiele von Venedig – Goldener Löwe – Ehrenpreis für das Lebenswerk[10]